# Liste des sites Natura 2000 du Nord
Cet article recense les sites Natura 2000 du Nord, en France.

## Statistiques
Le Nord compte 17 sites classés Natura 2000. 11 bénéficient d'un classement comme site d'intérêt communautaire (SIC), 6 comme zone de protection spéciale (ZPS).

## Liste
| Site                                                                                       | Type | Superficie (ha) | Fiche     | Coordonnées                      | Photo |
| ------------------------------------------------------------------------------------------ | ---- | --------------- | --------- | -------------------------------- | ----- |
| Bancs des Flandres                                                                         | SIC  | +112 919,       | FR3102002 | 51° 10′ 34″ nord, 2° 09′ 32″ est |       |
| Bois de Flines-lez-Raches et système alluvial du courant des Vanneaux                      | SIC  | +000196,        | FR3100506 | 50° 25′ 49″ nord, 3° 08′ 34″ est |       |
| Dunes flandriennes décalcifiées de Ghyvelde                                                | SIC  | +000195,        | FR3100475 | 51° 03′ 32″ nord, 2° 32′ 40″ est |       |
| Dunes de la plaine maritime flamande                                                       | SIC  | +004 425,       | FR3100474 | 51° 04′ 26″ nord, 2° 27′ 17″ est |       |
| Forêts de Mormal et de Bois-l'Évêque, bois de la Lanière et plaine alluviale de la Sambre  | SIC  | +000987,        | FR3100509 | 50° 15′ 02″ nord, 3° 47′ 08″ est |       |
| Forêts de Raismes-Saint-Amand-Wallers et Marchiennes, et plaine alluviale de la Scarpe     | SIC  | +001 927,       | FR3100507 | 50° 23′ 49″ nord, 3° 25′ 42″ est |       |
| Forêts, bois, étangs et bocage herbager de la Fagne et du plateau d'Anor                   | SIC  | +001 709,       | FR3100511 | 50° 03′ 52″ nord, 4° 08′ 07″ est |       |
| Hautes vallées de la Solre, de la Thure, de la Hantes et leurs versants boisés et bocagers | SIC  | +000241,        | FR3100512 | 50° 12′ 50″ nord, 4° 09′ 13″ est |       |
| Pelouses métallicoles de Mortagne du Nord                                                  | SIC  | +0 00017,       | FR3100505 | 50° 29′ 36″ nord, 3° 27′ 28″ est |       |
| Pelouses métallicoles de la plaine de la Scarpe                                            | SIC  | +0 00017,       | FR3100504 | 50° 24′ 14″ nord, 3° 05′ 16″ est |       |
| Prairies, marais tourbeux, forêts et bois de la cuvette audomaroise et de ses versants     | SIC  | +000563,        | FR3100495 | 50° 47′ 03″ nord, 2° 13′ 57″ est |       |
| Bancs des Flandres                                                                         | ZPS  | +117 167,       | FR3112006 | 51° 10′ 20″ nord, 2° 09′ 47″ est |       |
| Cinq Tailles                                                                               | ZPS  | +000123,        | FR3112002 | 50° 29′ 08″ nord, 3° 03′ 46″ est |       |
| Forêt, bocage et étangs de Thiérache                                                       | ZPS  | +008 144,       | FR3112001 | 50° 05′ 44″ nord, 4° 07′ 17″ est |       |
| Marais audomarois                                                                          | ZPS  | +000178,        | FR3112003 | 50° 46′ 50″ nord, 2° 17′ 22″ est |       |
| Platier d'Oye                                                                              | ZPS  | +000353,        | FR3110039 | 51° 00′ nord, 2° 03′ est         |       |
| Vallées de la Scarpe et de l'Escaut                                                        | ZPS  | +013 028,       | FR3112005 | 50° 25′ 30″ nord, 3° 28′ 30″ est |       |